# 2011年3月澳门

## 3月31日
- 經濟財政司司長兼社會協調常設委員會主席譚伯源表示，社協大會建議政府將養老金、殘疾金、社會救濟金金額調升，其中養老金將由現時每月的1,700元調升至2,000元；政府外判清潔及保安的最低工資金額由現時的時薪21元升至23元。澳門日報
- 運輸工務司司長劉仕堯指出，特區政府會動用所有資源，按照行政長官訂定的施政目標，全力推進，加快落實興建公屋計劃。新聞局（页面存档备份，存于）
- 2011年澳門國際環保合作發展論壇及展覽開幕。新聞局（页面存档备份，存于）
- 廉政公署將一名文化局領導人員涉嫌濫用職權的案件移送檢察院處理。新聞局（页面存档备份，存于）
- 金沙中國發出公告表示，公司因涉嫌違反《證券及期貨條例》規定，被香港證監會調查。明報（页面存档备份，存于）
- 有六十六年歷史的龍記酒家宣告休業。華僑報
- 日本核危機：
  - 受日本核危機影響，贈澳大熊貓可能要回川避難。澳門每日時報
- 九澳飛灰事件：
  - 環境保護局局長張紹基否認企圖淡化事件，指重視居民訴求，但要待衛生局體檢報告出後才能制定下一步措施。正報

## 3月30日
- 中聯辦副主任陳啟明指出：澳門正面臨難得的發展機遇，故更要自覺貫徹、落實《基本法》，以「十二五」規劃為指引，深化粵澳合作，推動澳門「一國兩制」事業不斷向前發展。市民日報[]
- 澳大法學院教授駱偉建認為，當中央在政治體制中的權力得到尊重、愛國愛澳的社會基礎得到壯大、行政主導得到施行時，就有條件統籌安排完善選舉辦法。市民日報[]
- 政府公佈多項局級官員調動，其中容光耀真除社工局局長、杜志文調任印務局局長。另外多人獲委任為副局長。印務局（页面存档备份，存于）印務局（页面存档备份，存于）印務局（页面存档备份，存于）印務局（页面存档备份，存于）印務局（页面存档备份，存于）印務局（页面存档备份，存于）印務局（页面存档备份，存于）印務局（页面存档备份，存于）
- 政府批准一幅位於氹仔大潭山腳、科大對面、面積達8.3萬平方公尺的土地，興建26幢最大樓高155米的住宅樓宇。溢價金約6.42億元。當日地盤進行平整工程期間，有石塊飛彈出施工範圍，導致停泊在附近停車場的部份車輛受損。印務局（页面存档备份，存于）新聞局（页面存档备份，存于）
- 全國政協副主席、前澳門特別行政區行政長官何厚鏵，獲葡國總統施華高頒授功績大十字勳章；中國-葡語國家經貿合作論壇（澳門）常設秘書處副秘書長姍桃絲獲頒授功績司令級勳章。新聞局（页面存档备份，存于）
- 建設發展辦公室表示，氹仔美副將馬路TN27地段經濟房屋項目，因遭遇多種因素耽誤工程進度，須阻延期玨明年第三季才全面落成。正報
- 電子動態版《清明上河圖》澳門展：
  - 經濟局局長蘇添平承認以到炒賣黃牛票的具名投訴。華僑報（页面存档备份，存于）

## 3月29日
- 九澳收地事件：
  - 立法議員區錦新質疑事件反映官員對收回閒置土地的雙重標準。市民日報[]
- 政府獲柬埔寨駐港總領事館通知，持澳門特區護照的居民前往當地可獲落地簽證，最多可逗留30天。澳門電台（页面存档备份，存于）
- 政府收回一幅位於氹仔龍環葡韻、面積達9,209平方米的非法填地。新聞局（页面存档备份，存于）
- 中葡論壇（澳門）培訓中心揭幕。正報
- 澳廣視舉行董事會及年度股東大會。行政總裁梁金泉表示，將委托國際性顧問公司調查澳廣視收視率。華僑報（页面存档备份，存于）
- 澳大澳門研究中心代主任郝雨凡指，本澳勞動報酬比重更低於其餘亞洲發達地區。澳門每日時報
- 澳門金融管理局主席丁連星指澳門涉及雷曼迷債的銀行將以香港模式賠償受害者。現代澳門日報[]

## 3月28日
- 行政長官批示，調升最低維生指數，又成立「公職司法援助委員會」。印務局（页面存档备份，存于）印務局（页面存档备份，存于）
- 過去三個月失業率為2.8%，比上期上升0.1%。統計暨普查局（页面存档备份，存于）
- 工務局局長就日前發生爭執的路環九澳村土地，與聲稱原已擁有土地的村民代表會晤，村長不滿政府指村民霸地。華僑報（页面存档备份，存于）
- 勞工事務局局長孫家雄表示，重型客車司機培訓並非專為維澳蓮運而設。正報[永久]

## 3月27日
- 九澳收地事件：
  - 運輸工務司司長劉仕堯親訪收地現場慰問早前遭到恐嚇的前線工作人員，表示未來仍會依法收回霸地，絕不手軟。正報
- 天津「澳門周」開幕。澳門日報[]
- 體育發展局局長黃有力就電子動態版《清明上河圖》出現黃牛票時表示，當日已聯繫相關部門對事件作出處理；未來當局會檢討票務工作。市民日報[]

## 3月26日
- 九澳收地事件：
  - 三名帶頭滋事者被捕，將被控以恐嚇、抗拒及脅迫、嚴重脅迫、加重侮辱及加重誹謗等罪。華僑報
- 社工局代局長容光耀表示今年當局會擴建或增建三間托兒所，新增五百四十五個名額。並於新學期試行「半日託」。華僑報
- 澳門連續第三年參加地球一小時活動。市民日報[]

## 3月25日
- 九澳收地事件：
  - 政府人員在清理較早前一幅被收回的土地時，稱被手持武器人士驅趕恐嚇。土地工務運輸局及運輸工務司司長辦公室先後發表聲明，對事件表示「強烈譴責」。新聞局（页面存档备份，存于）新聞局（页面存档备份，存于）
- 電子動態版《清明上河圖》澳門展：
  - 電子動態版《清明上河圖》澳門展在澳門東亞運動會體育館開幕，翌日正式開放參觀。澳門日報
  - 就展覽出現黃牛票問題，體發局局長黃有力指難以控制真票販賣。澳門日報[]
- 六類石油產品加價。華僑報
- 去年實質經濟增長達26.2%，人均本地生產總值達49,745美元美元。統計暨普查局
- 商人林偉、陳連因等十一人及陳連因名下兩家公司捲入歐文龍貪污案在初級法院宣判。其中林偉、陳連因等六人被裁定行賄作不法行為罪名成立，分別判處監禁十個月至六年十個月，當中四人獲准緩刑。華僑報（页面存档备份，存于）

## 3月24日
- 何鴻燊家族分產糾紛事件：
  - 澳博控股發出通告，顯示何鴻燊將其持有近32%的澳娛股份當中的6%，分給四太梁安琪。明報（页面存档备份，存于）

- 新澳門學社三名直選立法議員下午與教青局新任局長梁勵會面，就《非高等教育制度綱要法》及其他教育問題交換意見。區錦新會後表示，他們建議教師可透過直選進入政府的教育委員會，並成立法定的教育公會。正報[永久]

- 金沙中國終止與香格里拉酒店在路氹金光大道的合作。澳門每日時報

## 3月23日
- 日本核危機
  - 食品安全統籌小組下設技術小組決定，即時暫緩處理來自受影響的五個縣（包括千葉縣、櫪木縣、茨城縣、群馬縣及福島縣）等地食品的進口申請。新聞局（页面存档备份，存于）
- 氣象局天氣預報由四天增至七天。新聞局（页面存档备份，存于）
- 「政經風險評估」發表年度報告，指廉潔程度澳門以4.68分，在亞洲地區廿二個地區排行第六，較去年的第8位上升兩位。新聞局（页面存档备份，存于）
- 關注九澳廢料聯盟公佈月初進行的調查，當中有人出現惡性腫瘤、良性腫瘤、瘜肉和白血病。正報
- 立法會昨一般性討論及表決舊區重整法案，多名議員批評法案未能全面保障小業主，並分別細則性通過公務員加薪法案及提高三項福利金額法案。華僑報（页面存档备份，存于）華僑報
- 運輸工務司司長批示，同意局部修改一幅位於皇朝區的土地的批給，興建一幢酒店、住宅及停車場的卅四層樓宇。印務局（页面存档备份，存于）
- 澳門中華教育會舉辦兩會精神傳達會。澳門日報[]

## 3月22日
- 中聯辦、工聯及青年界別分別舉行兩會精神傳達會。其中政協副主席何厚鏵指出，重中之重是保持長期、持續的政治穩定局面，切勿因為社會在不同時期出現的矛盾和問題自亂腳步、自毀長城。澳門日報[]澳門日報[]澳門日報[]澳門日報[]
- 政府七個部門聯合騰空一幅鄰近路環九澳高頂馬路、面積71,800平方公尺的霸地，佔近兩年收回霸地面積接近一半。新聞局（页面存档备份，存于）
- 政府完成第二階段「澳門陸路整體交通運輸政策 (2010-2020)」意見彙整及分析工作，反映居民普遍接受漸進式的組合方案，並認為制訂合理驗車標準和制度、實施進口車輛配額等車管措施較為迫切。新聞局（页面存档备份，存于）
- 一名二十六歲治安警警員在家燒炭自殺身亡。澳門每日時報
- 澳門大學校長趙偉獲葡萄牙十二家大學同時頒發榮譽博士學位。新華澳報
- 美國駐港澳總領事楊甦棣表示短期內不會在澳門設辦事處。市民日報[]
- 經濟財政司司長譚伯源在回覆議員高天賜去年有關澳亞衛視被搜的書面質詢中表示，勞工事務局的巡查行動已棄用抽籤方式。正報立法會

## 3月21日
- 日本核危機：
  - 行政長官崔世安決定取消原訂本月26日至28日前往天津出席「澳門周」活動的行程，以密切跟進日本核危機的影響。新聞局（页面存档备份，存于）
  - 民署表示，對日本輸入食品逐批抽查。新聞局（页面存档备份，存于）
- 貿易投資促進局發表聲明，指本澳將重開投資移民政策一說不實。新聞局（页面存档备份，存于）
- 土地工務運輸局公佈過去一年的審則統計數據，去年城市建設廳共收到5,886份申請個案；截至今年2月，逾9成已審結。局方又發出補習社裝修簡明指引。新聞局（页面存档备份，存于）新聞局（页面存档备份，存于）
- 勞工事務局宣佈本年度增加「中壯年人士就業輔助培訓計劃」培訓課程大約三千個學額。新聞局（页面存档备份，存于）
- 中總、街總分別舉行兩會報告會。華僑報（页面存档备份，存于）華僑報
- 上月通貨膨脹率按年上升4.7%。統計暨普查局（页面存档备份，存于）
- 有內地學者表示，受橫琴澳大新校區海底隧道影響而移植的紅樹林存活率只有三成。正報[永久]
- 本澳繼續受大霧籠罩，航空交通受到影響。現代澳門日報[]
- 繼關閘後，拱北口岸亦設立學童赴澳專用通道方便通關。中新網
- 全球網上酒店服務供貨商Hotels.com發佈2010年全球酒店價格指數。澳門排名是全球第五高。新聞稿

## 3月20日
- 日本核危機：
  - 就日本部分食品被驗出輻射超標，衛生局副局長鄭成業昨日表示，當局會繼續密切監察日本核輻射情況，亦相信有關部門會加強對日本進口食物的檢測。華僑報
- 澳門青年動力舉辦論壇，探討新時代校生關係。正報
- 本澳早上被大霧籠罩，外港碼頭和北安碼頭共約一百五十個航班受影響延誤，其中晚上一度有數百名乘客滯留在外港碼頭。新華澳報
- 文化局派員到大三巴哪吒廟跟進「霸廟營私」事件。經商討，決定給予一對長期在廟內替人做法事的夫婦一個半月緩衝期，至五月初務必撤走。澳門日報
- 環境保護局指，已就鴨涌河整治進行研究並製作中期報告。新聞局（页面存档备份，存于）
- 港務局計劃興建新辦公樓，現址將對外開放。現代澳門日報[]
- 政府推動構建節水型社會工作小組組長黃穗文透露，將在澳大橫琴校區及石排灣公屋先行先試使用再生水沖廁及綠化。市民日報[]1

## 3月19日
- 日本核危機：
  - 行政長官崔世安視察機場口岸的輻射檢測站，重申政府將盡一切能力保障居民生命和健康。新聞局（页面存档备份，存于）

- 第三十屆綠化周開幕。華僑報
- 有環境專家指，鴨涌河污染相當嚴重，其中負營養化分子含量偏高，河底淤泥中硫化氫的含量更超出國家標準20多倍。市民日報[]
- 就有學者以澳博為例，認為要適當控制博彩業參與政治，立法議員梁安琪表示，自當選以來從無利用議員身份為博彩業界或澳博爭取利益。澳門日報

## 3月18日
- 日本核危機：
  - 經濟局及消委會派員巡查本澳其中兩家食鹽及大米供應商的儲存倉，證明來貨充裕。現代澳門日報[]
  - 過去兩天，消防局和衛生局共為73名人士進行自願性輻射檢測，結果均為正常。新聞局（页面存档备份，存于）
- 代理行政長官陳麗敏表示，大熊貓基金無需注資。華僑報（页面存档备份，存于）
- 交通事務局局長汪雲認同，有必要規範發財巴，並透露正與業界溝通，首先將整頓關閘發財巴站場。正報[永久]
- 理工學院研究發現，八成多學童睡眠時間為9小時，低於西方學童9.5小時睡眠的標準。市民日報[]
- 聖若瑟教區中學八十周年校慶，舉行「校慶年」啟動式。澳門日報[]

## 3月17日
- 日本核危機：
  - 受日本核危機影響，包括澳門在內的全國多個大城市出現食鹽搶購潮。行政長官崔世安表示本澳食鹽供應穩定，市民毋需擔心。澳門電台（页面存档备份，存于）
  - 政府宣佈，為為確保來自日本旅客的健康，於機場設置了核輻射探測站，為來自日本的旅客提供自願性檢測。新聞局（页面存档备份，存于）
  - 旅遊危機處理辦公室呼籲市民暫勿前往日本旅遊。新聞局（页面存档备份，存于）
- 蔡高中學學生被開除事件：
  - 兩名舊生將畢業證書交還給母校保管，期望與校方會晤探討教學問題，並促請教育界改進落伍的思想。正報[永久]
- 行政長官崔世安前往江蘇南京出席「澳門周及活力澳門推廣周」。新華澳報
- 有內地學者指，博彩業參政比以往積極，要在適當時控制博彩業參與政治。澳門每日時報
- 多名立法議員在口頭質詢會上批評政府回覆議員的書面質詢既不依時答覆亦沒有質量。政府回應表示，隨着議員質詢的總數及所涉跨範疇問題不斷增多，特區政府在履行立法會訂定的30天質詢回覆期上頗感吃力。市民日報[]
- 運輸業及的士業團體批評油價加快減慢，短短幾個月內漲價多次，令業界經營成本上升，要求政府設立機制監管本澳石油產品價格。現代澳門日報[]
- 行政長官辦公室主任譚俊榮相信毋須十年，甚至祇要五、六年時間，粵澳就能實現全日通關。華僑報
- 澳門多處接到發現燃燒塑膠異味的投訴，後證實是一製餅工場的新購烘餅機。澳門日報

## 3月16日
- 日本核危機：
  - 保安司司長張國華指出，保安協調辦公室已制訂核洩漏預案。澳門日報
  - 澳門大學土木工程系助理教授陸萬海建議應針對澳門各區土質，建立數據庫以便建築物在防震設計上按其重要性考慮建築物的抗震程度。至於建立海嘯預警機制需要與廣東及香港合作。正報
- 行政長官崔世安上午前往橫琴島考察，了解澳門大學新校區建設進度及中醫藥科技產業園的規劃，並與珠海市委書記甘霖進行內部工作會晤，商討落實《粵澳合作框架協議》。新聞局（页面存档备份，存于）
- 旅遊局就報章報導有酒店天台懷疑進行色情表演，指經了解，當晚是客人酒後失儀。新聞局（页面存档备份，存于）
- 去年年底博彩業的有薪酬僱員共44,806名，按年增加1.8%；其中荷官有19,149名，增加4.8%。2010年12月博彩業全職僱員的平均薪酬為15,700元（澳門元，下同），較2009年同月上升4.0%；荷官的平均薪酬為13,610元。統計暨普查局（页面存档备份，存于）
- 澳門博彩企業員工協會總幹事談寶容表示，是時候探討博彩業人員入職最低年齡提升至廿一歲，並希望年輕人在投身博彩行業前先作長遠考慮。華僑報（页面存档备份，存于）

## 3月15日
- 日本核危機：
  - 市面流傳，指日本輻射會影響亞洲地區。華僑報（页面存档备份，存于）
  - 旅遊業界宣佈取消本月所有前往日本的旅行團。澳門日報
  - 就近日有報導指本澳市場上奶粉出現缺貨的情況，衛生局指本澳三款日本品牌的嬰兒奶粉的進口數量均維持正常。新聞局（页面存档备份，存于）
  - 民政總署表示已與日本方面聯絡，而日本方面表示任何受到核輻射污染的食物，均不會作銷售及出口。食品安全統籌小組技術小組相關成員已即時作出跟進。新聞局（页面存档备份，存于）
- 「澳門全民意指數」項目主持人張榮顯表示，「互聯網絡」、「傳統媒介」、「全體市民」三者可立體展現民意，其研究結果也呈現傳統新聞媒體與網絡民意脫節的現象。正報
- 房屋局局長譚光民強調，未來新設計的公共房屋都需要採用同一標準。市民日報[]

## 3月14日
- 日本核危機：
  - 就日本核危機，氣象局表示一直密切監察本澳的輻射變化情況，至今未發現有任何異常。又指出澳門距離事發地點超過三千公里，且所在位置與受影響的區域方向相反，故預料本澳將不受是次核事故直接影響。新聞局（页面存档备份，存于）
  - 旅遊危機處理辦公室呼籲澳門居民切勿前往福島縣及仙台地區。新聞局（页面存档备份，存于）
- 十二五規劃：
  - 十一屆全國人大四次會議閉幕會議通過了國家「十二五」規劃，「支持澳門建設世界旅遊休閒中心，促進經濟適度多元發展」。澳門會展經濟報（页面存档备份，存于）
  - 澳區全國人大代表認為，「十二五」規劃體現出國家對澳門的支持，加強正向推動力。未來應加強宣傳和學習，做好準備，提升競爭力，避免被淘汰。華僑報（页面存档备份，存于）
- 澳博行政總裁蘇樹輝表示：公司將持開放態度參與橫琴開發。市民日報[]
- 交通事務局局長汪雲重申，增發的士牌勢在必行，初步估算二百個是「最基本」。正報

## 3月13日
- 日本核危機：
  - 就日本福島縣核電廠前一日發生爆炸。旅遊危機處理辦公室提醒澳門居民不應前赴福島縣。新聞局（页面存档备份，存于）
- 兩會：
  - 八位澳區全國人大代表聯署建議，促請中央協助澳門根治內港水患。市民日報[]
  - 澳區全國政協委員柯為湘首次回應「青洲坊事件」，強調「對得起澳門；對澳門改善環境是作出了貢獻。」華僑報（页面存档备份，存于）
- 一年一度的苦難善耶穌遊行舉行，近三千人參加。正報
- 衛生局副局長鄭成業表示，隨著澳門社會國際化，本澳對負型血的需求日增。澳門日報

## 3月12日
- 何鴻燊家族分產糾紛事件：
  - 中聯辦主任白志健否認中央政府指示全國人大常委會香港基本法委員會副主任梁愛詩介入調解何家爭產糾紛。華僑報

## 3月11日
- 就審計署近日所公佈的「公共部門工作人員出外公幹」的衡工量值式審計報告，體育發展局表示對報告所發現的問題作了仔細的反思和檢討外，尚針對問題制定內部工作指引，要求所有員工嚴格執行，以求善用公帑。新聞局（页面存档备份，存于）
- 新上任的教青局局長梁勵就蔡高中學開除學生一事表示，局方會要求學校提交報告，並已協助事件中的學生轉校。華僑報
- 政府跨部門協調小組完成了對媽閣交通樞紐的規劃設計。政府計劃於明年上半年進行招標，初步估計整體投入十一億至十三億元。正報
- 社會工作局接受合資格申請人辦理殘疾評估登記證首日，全澳60多個辦公地點共派出2900份申請表格。市民日報[]

## 3月10日
- 在社交網站Facebook揭露蔡高中學無理開除學生的群組凌晨被刪除。較早前教青局指經了解，校方已多次給予學生機會，該學生離校並非因一句粗口所致。正報正報
- 何鴻燊家族分產糾紛事件：
  - 何鴻燊代表全體家人發表「聯合聲明」，宣佈在周二簽訂家族和解協議，但沒有交代各房可獲得多少財產。明報（页面存档备份，存于）
- 鑑於利比亞局勢不穩，澳門郵政宣布至當地的所有郵政服務暫停，直至另行通告。新聞局（页面存档备份，存于）
- 房屋局應立法會議員吳國昌、區錦新要求進行會議，雙方就《公共房屋發展策略（2010-2020）》之編制及祐漢新村順利樓的重建等事宜進行交流。新聞局（页面存档备份，存于）
- 一名廣州青年，懷疑因貪玩在本澳網上討論區發放留言恐嚇挑釁。事件交由內地警方跟進處理。正報
- 治安警察局特警隊指揮官梁文昌向傳媒表示防暴隊裝備，並表示計劃增加百分之十人手。華僑報

## 3月9日
- 消防局被指在一名疑豪飲過度昏迷澳的居港男子過程中有疏忽甚至失職，致使他失救致死。星島日報
- 社會協調常設委員會將委託獨立第三方就清潔、物業管理兩種行業訂定最低工資展開研究。澳門日報
- 社會協調常設委員會完成中央公積金制度框架法律草案的討論，其中政府將只對永久性居民供款。澳門日報
- 一名男子涉嫌在果欄街兜售翻版光盤，被帶返海關協助調查。正報
- 廿名澳區全國政協委員聯合提案，建議中央政府同意審批澳門內港填海建堤解決內港水患問題，以及興建海底隧道，連接澳門內港海傍區與珠海十字門商務區及灣仔。華僑報（页面存档备份，存于）

## 3月8日
- 九類石油產品當日起加價，是十天以來第二次、一個月內第四次。華僑報
- 文化部港澳台辦回覆澳區全國人大代表陸波六日的建議，表示支持輸入內地動漫專才，以及在橫琴建澳門藝術家村。澳門日報
- 即將轉職的教青局局長蘇朝暉表示，非高等教育十年規劃中會對《粵澳合作框架協議》提出對在廣東就讀幼兒園和中小學的澳門學生提供學費津貼作出配合。正報
- 一名十七歲初中三年級學生涉嫌多次在黑沙環大廈後樓梯間縱火。前一天黃昏懷疑再次作案時為司警拘捕。華僑報

## 3月7日
- 就近日日本政府因有兒童在接種疫苗後死亡要暫停使用兩種兒童疫苗事件，衛生局已與相關部門和兩家相關藥廠取得聯絡。據了解，日本政府採取的是防範性措施，沒有證據表明死亡和疫苗有關。新聞局（页面存档备份，存于）
- 行政長官辦公室主任譚俊榮透露，特區政府計劃成立一間投資發展股份有限公司，由公帑全力支持。日後與橫琴聯合成立合資公司，共同開發在橫琴的五平方公里土地產業園區。華僑報
- 政府政策研究室認為延長通關時間，有利改善關閘周邊地區的營商環境，而本澳商界須提升素質及調整服務時間，以把握商機。市民日報[]

## 3月6日
- 行政長官崔世安和廣東省省長黃華華在北京人民大會堂簽署了《粵澳合作框架協議》。新聞局（页面存档备份，存于）
- 國家副主席習近平上午參加澳區全國人大代表團審議政府工作報告的會議。代表團副團長李沛霖會後引述習近平提醒人大代表要看到澳門本身基礎有不穩固因素。他又重申，要關心青少年，做好薪火相傳工作。華僑報
- 推動構建節水型社會工作小組組織廿三個社團代表，前往快將完工的竹銀水庫和於去年回歸日啟用的竹洲頭泵站考察。正報

## 3月5日
- 全國人大十一屆四次會議揭幕。國務院總理溫家寶在政府工作報告中，強調全力支持澳門特區經濟發展，改善民生，支持澳門建設世界旅遊休閒中心，促進經濟多元發展。澳門日報
- 由中國國家圖書館及澳門基金會合作開展的首個文化合作項目──「中華尋根網」舉行開通儀式。市民日報[]

## 3月4日
- 兩會會議：
  - 國家副主席習近平參與港澳區全國政協委員的聯組討論，繼政協主席賈慶林後再次強調加強青少年工作。澳門日報
  - 澳區政協常委廖澤雲表示準備提案，希望中央考慮給予澳門海域。澳門日報[]
- 維澳蓮運再次舉行記者會，澄清未與政府開會商討輸入外勞，更談不上有傳言所指的已有協議。正報
- 《預防及遏止私營部門賄賂法律》生效後，廉政公署首次將一名涉嫌藉工程向投標公司索賄以輸送利益的香港男子帶署調查。華僑報
- 政府公佈2月24日皇朝區停電事故報告，指涉及人為疏忽。新聞局（页面存档备份，存于）

## 3月3日
- 行政長官崔世安拒絕評論香港派發現金計劃，但表示會因應通脹問題，一方面將某些措施制度化，另方面則視乎澳門的實際情況，採取一些短期措施回應。澳門日報
- 政府與三菱重工簽訂輕軌首期列車及系統判給合同，工期需時四十九個月。新聞局（页面存档备份，存于）
- 近百名澳門永久居民未受惠子女家長，下午包圍政務司辦公室大樓抗議。警方清場並將其中廿八人拘捕帶走調查。正報

- 新巴士服務經營者維澳蓮運計劃兩天內向政府申請輸入二百名臨時外勞司機。現代澳門日報[]

- 由殷理基集團有限公司及DotAsia Organisation Limited所組建的聯營公司—HNET亞洲有限公司將於3月12日起接替澳門大學負責.mo的管理及登記服務。新華澳報

- 澳門成人教育協會批評明日結束諮詢期的《非高等教育十年規劃》規劃對持續教育隻字不提。市民日報[]

- 全國政協十一屆四次會員揭幕。主席賈慶林在全國政協常委會的工作報告時提到，要加大對港澳青少年工作力度。文匯報

- 金沙中國的法律顧問歐安利表示，暫時沒有收到金沙中國要求提供法律意見。澳門電台（页面存档备份，存于）

## 3月2日
- 立法議員林香生指，政府一定要堅守合約精神，不能輸入重型車司機。華僑報（页面存档备份，存于）

- 美國證券交易委員會就金沙中國涉嫌賄賂中國官員的指稱展開調查。BBC中文網（页面存档备份，存于）

## 3月1日
- 行政長官崔世安分別與民署諮委及三個社區服務諮詢委員會座談，聽取他們對本地民政民生、社會事務的意見及建議。新聞局（页面存档备份，存于）

- 經濟財政司司長譚伯源表示，政府已明確表示要控制博彩業發展。青年人對於未來的就業取向應重新思考。華僑報（页面存档备份，存于）